# 西海镇
西海镇，是中华人民共和国青海省海北藏族自治州海晏县下辖的一个建制镇，为海北州州府所在地（海晏县政府在三角城镇）。
该镇原为中国核武器研制基地，名为“221厂”，出于保密目的对外称“青海矿区”等，自1959年开始建设。中国的第一颗原子弹和第一颗氢弹均在这里建造，因此现在也称此地为“原子城”。1987年至1992年，221厂撤厂，并进行了环境清理。此后将该镇移交给海北州政府。海北州政府于1993年由门源县浩门镇迁至该镇。
该镇有铁路专用线连接至位于三角城镇的海晏站。2018年6月，自西宁站开行一对旅游列车往来西海镇三分厂中国原子城站。

## 行政区划
西海镇下辖以下地区：
城南社区、城北社区、城东社区和城西社区。

## 全国重点文物保护单位
- 第一个核武器研制基地旧址